# ぎんさん
ぎんさんは、2013年（平成25年）に秋田県で育成されたイネ（稲）の品種。酒米の一つである。安定した品質の多収品種を目的に、「秋田63号」を花粉親、「岩手75号」を種子親とする交配によって育成された。

## 品種特性
熟期は中生の晩で、多収。短稈で穂数が多い。千粒重は24.4gである。
「ぎんさん」で醸造した日本酒は、味が良く後味もきれいと評価されている。アミノ酸度が低いため、純米酒に向く。